# Penisa purpurascens
Penisa purpurascens là một loài bướm đêm trong họ Noctuidae.